# 栄町 (上尾市)
栄町（さかえちょう）は、埼玉県上尾市の町名。現行行政地名は栄町のみ。丁番を持たない単独町名である。住居表示実施済み。郵便番号は362-0033。
人口統計などでは上尾地区で分類されている。

## 地理
埼玉県の中央地域（県央地域）で、上尾市南部の大宮台地上に位置する。地区の東側を日の出、南側をさいたま市北区吉野町、西側をさいたま市北区別所町や西宮下、北側を愛宕に隣接している。地内はほぼ起伏がなく平坦であり、河川などの水域は地内に一切存在しない。全域が市街化区域（主に第一種住居地域、中山道沿いは第二種住居地域）で、区画整理が実施され、戸建ての住宅が建ち並ぶ住宅地である。中山道の沿線には民間施設や商業施設も見られる。一部には生産緑地地区の畑地が残っている。

### 地価
住宅地の地価は、2019年（平成31年）1月1日の公示地価によれば、栄町4-9の地点で105,000円/m2となっている。

## 歴史
- 1967年（昭和42年）7月1日 - 住居表示に関する法律に基づき住居表示（第三次）が実施され[9]、大字上尾下の一部から上尾市栄町が成立[6][10]。
- 2001年（平成13年）5月1日 - さいたま市の発足および路線整理に伴ない、地内を通る県道の鴻巣桶川大宮線が鴻巣桶川さいたま線に改称される。
- 2007年（平成19年）3月1日 - 地内の旧中山道沿道にある「馬喰新田の寛政十二年銘庚申塔」[注釈 2]が市登録有形民俗文化財に登録される[11]。

## 世帯数と人口
2017年（平成29年）10月1日現在（上尾市発表）の世帯数と人口は以下の通りである。
| 町丁 | 世帯数  | 人口    |
| ---- | ------- | ------- |
| 栄町 | 793世帯 | 1,673人 |

## 小・中学校の学区
市立小・中学校に通う場合、学区（校区）は以下の通りとなる。
| 番地 | 小学校             | 中学校             |
| ---- | ------------------ | ------------------ |
| 全域 | 上尾市立上尾小学校 | 上尾市立上尾中学校 |

## 事業所
2021年（令和3年）現在の経済センサス調査による事業所数と従業員数は以下の通りである。
| 町丁 | 事業所数 | 従業員数 |
| ---- | -------- | -------- |
| 栄町 | 42事業所 | 396人    |

## 交通
地区の西端をJR東日本高崎線が通るが、駅は設置されていない。高崎線上尾駅が栄町4-9の地点より1.9 kmほど北にある。

### 道路
- 埼玉県道164号鴻巣桶川さいたま線（旧中山道）

### バス
上尾駅方面や大宮駅方面への路線バスが多数運行されている。 
東武バスウエスト大宮営業事務所
地区内は「馬喰新田」バス停留所のみ設置されている。
上尾市コミュニティバス「ぐるっとくん」
- 原市瓦葺線

地区内は「栄町」・「栄町南」・「栄町東」・「上尾運動公園南」バス停留所が設置されている。

## 町内会
- 栄町町内会[16]

## 文化財
- 馬喰新田の寛政十二年銘庚申塔（庚申塔） - 市登録有形民俗文化財[11]。旧上尾下村と別所村の境で、中山道と川越方面への古道（現在は高崎線で分断されている）の分岐点に位置していた。

## 施設
地内に指定緊急避難場所は存在しない。
- 栄町公民館
- 武蔵野病院
- 栄町公園（街区公園[18]）